# アレクサンドル・ギルマン

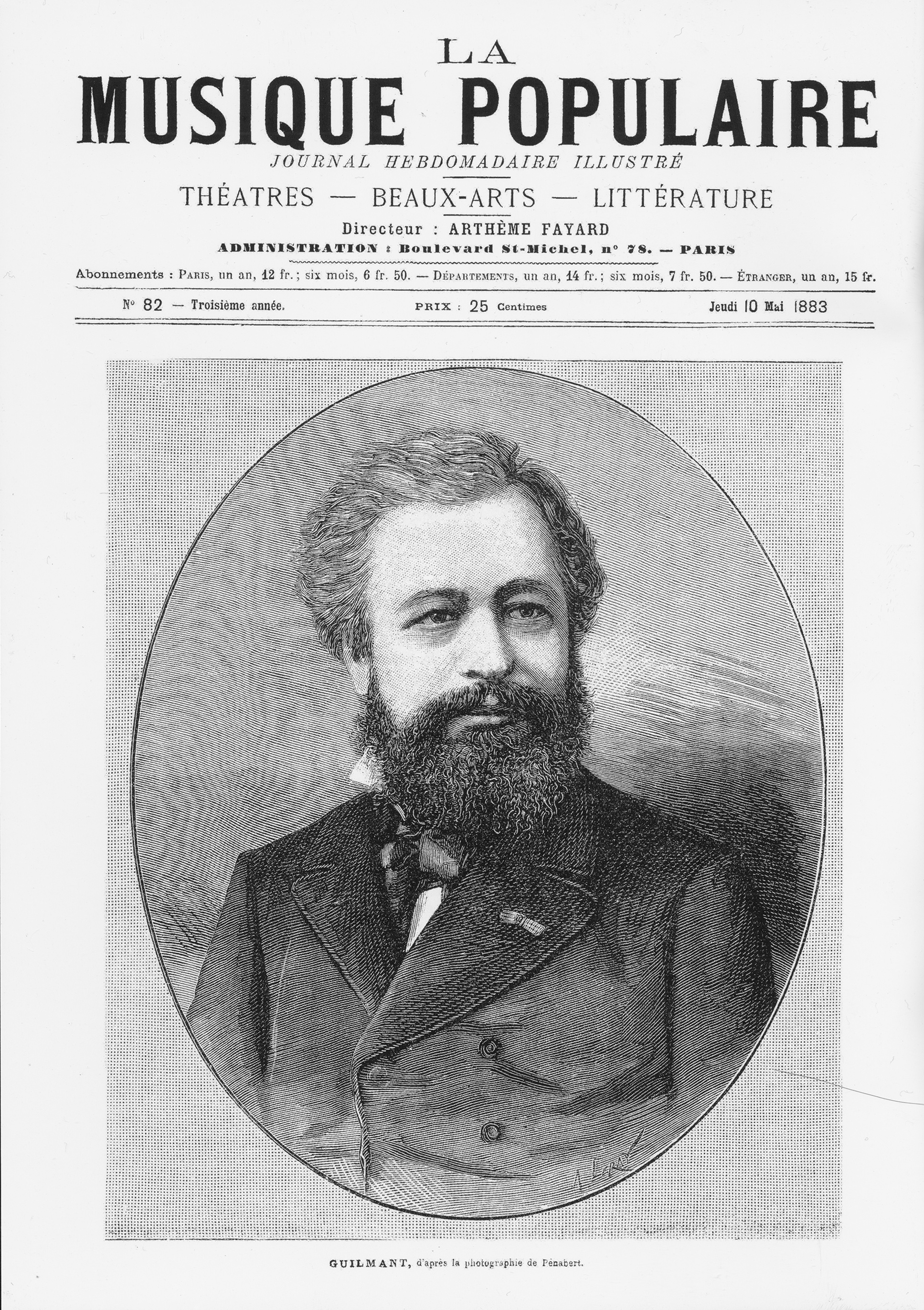
"La musique populaire"誌に掲載されたアレクサンドル・ギルマンの肖像

アレクサンドル・ギルマン（Alexandre Guilmant, 1837年3月12日 ブローニュ＝シュル＝メール - 1911年3月29日 ムードン）は、フランスのオルガニスト・作曲家。
父親の手ほどきを受けた後、ベルギー人のジャック＝ニコラ・レメンスに師事し、郷里でオルガン奏者と音楽教師を務める。1871年にパリの聖トリニテ教会(後のオリヴィエ・メシアンがオルガニストを務めたことでも知られる)のオルガニストに任命される。1878年以降は旧トロカデロ宮でコンサートを開くなど、ヴィルトゥオーソとしての道を歩み、ヨーロッパの各地で演奏旅行を行い、オルガン音楽のレパートリー拡大と普及に尽力した。
また、後にアメリカでも演奏旅行を実現させ、フランス人で初めてアメリカで演奏会を行った作曲家として認められる様になった。
1894年にシャルル・ボルドやヴァンサン・ダンディと共同でパリ・スコラ・カントルムを設立。1897年にはシャルル＝マリー・ヴィドールの後任として、パリ音楽院オルガン科教授に就任。門下にはマルセル・デュプレなどがいる。
1909年に最愛の妻が亡くなると、自身も病に冒され、1911年に亡くなった。
アンドレ・ピロと共同で『オルガンの巨匠の書庫Archives des Maîtres de l'Orgue 』を刊行、フランスの古典的なオルガン音楽が、1894年から1914年にかけて10巻にわたって出版された。外国の古典的なオルガン音楽については、同じような曲集『オルガン楽派の古典 l'École classique de l'Orgue 』を出版している。

## 主な作品
自分の楽器であるオルガンのための作品が多い。
その他のジャンルにおける作品は演奏機会が稀であるが、2曲のオルガン付き交響曲をはじめ、充実した和声語法、堅固で保守的な形式を備えている。また、「交響的断章」は、トロンボーンの主要レパートリーとして定着し始めている。

### オルガン曲
- 異なる形式による小品集 第1巻～第18巻　Pièces dans différents styles
- オルガン・ソナタ第1番～第8番（交響曲的な形式を適用している)
- オルガン奏者の水先案内 第1集～第12集　L'Organiste Pratique
- 教会旋法による60の間奏曲　Soixante interludes dans la tonalité grégorienne
- ノエルと4つの作品集　第1集～第4集 Livre de Noëls,Op.60
- オルガン奏者の典礼と10の作品集 第1集～第10集 L'Organiste Liturgiste

### 交響曲、協奏的作品
- オルガンと管弦楽のための交響曲第1番ニ短調,Op.42
- 悲しみの聖母による瞑想曲 Méditation sur le Stabat Mater pour Orgue et Orchestre,Op.63
- シューマンをたたえるフィナーレ Final alla Schumann,Op.73
- オルガンと管弦楽のための交響曲第2番イ長調,Op.91 (オルガン・ソナタ第8番からの編曲)

### 合唱曲
- 叙情的風景「バルサザール」　Balthazar: Scène Lyrique,Op.51
- 交響的カンタータ「アリアーヌ」　Symphonie-Cantate Ariane,Op.53

### 室内楽、器楽曲
- 6つの小さな小品(2pf)　Six petites pièces pour Piano réunies,Op.48
- 子守歌(fl,pf)　Berceuse (Elegie) pour Flûte et Piano,Op.78
- 交響的断章(tb,pf) Morceau Symphonique pour Trombone et Piano,Op.88